# Delphinium gracilentum
Delphinium gracilentum là một loài thực vật có hoa trong họ Mao lương. Loài này được Greene mô tả khoa học đầu tiên năm 1893.